# 조 윌록
조셉 조지 윌록(영어: Joseph George Willock, 1999년 8월 20일 ~ )는 잉글랜드의 축구 선수로 현재 뉴캐슬 유나이티드 FC에서 미드필더로 뛰고 있다.